# São João do Arraial
São João do Arraial é um município do estado do Piauí. Localiza-se na microrregião do Baixo Parnaíba Piauiense, mesorregião do Norte piauiense.

## Cultura
Cultura de ''São João do Arraial'' são as Festas Juninas, que ocorre todo ano, no mês de junho na cidade. É considerado um dos maiores festivais juninos da região. Festejam também os Santos Católicos:
- Santo Antônio - 13 de Junho
- São João - 24 de Junho
- São Pedro - 29 de Junho.

Em Junho, comemoram a festa do Padroeiro São João. Festejam estes santos em Fogueira e em festas.

## Geografia
São João do Arraial está na Mesorregião do Norte Piauiense e na microrregião do Baixo Parnaíba Piauiense. É limítrofe de Matias Olímpio localizada a 18Km, Luzilândia, Esperantina localizada a 32Km,  Campo Largo e Morro do Chapéu.

## Economia
Devido ao isolamento dos maiores centros comerciais do Piauí, a cidade criou um banco local para contornar a falta de serviços bancários, o Banco dos Cocais, criado em dezembro de 2007, inspirado na experiência do Banco Palmas. Com o banco foi criada uma moeda própria, aceita apenas na cidade, o "cocal", uma espécie de moeda social.
O Conselho do banco é de responsabilidade da sociedade civil, da prefeitura e entidades locais. Além da distribuição da moeda, a instituição funciona para pagar os servidores da região, arrecadar taxas públicas, como de água e energia, e distribuir benefícios como o Bolsa Família. Tem reconhecimento do Banco Central, desde que circule o dinheiro somente na cidade. As notas distribuídas vão de C$ 0,50 (cinquenta centavos de cocais), C$ 1,00 (um cocal), C$ 5,00 (cinco cocais) e C$ 10,00 (dez cocais). A moeda cocal tem valor equivalente ao do real.
As cédulas são estampadas com ícones da cultura e economia local, além possuir um selo que dificulta a sua falsificação, com o custo de R$ 0,15 por moeda fabricada. O responsável pela impressão das notas é o Instituto Palmas, gestor e certificador de bancos comunitários no Brasil.